# 酷比汽車
裕隆酷比汽車股份有限公司（英語：Yulon Tobe Motor Co., LTD.）簡稱酷比（tobe），是一家台灣的汽車製造商，為裕隆汽車於2009年成立的子公司兼第二個自有品牌；旗下車款源自吉利汽車，採引進車型國產化後貼牌上市的模式。因商業成績欠佳，酷比已於2013年退出市場。

## 歷史
2009年1月，臺灣、中國大陸媒體紛紛披露裕隆跟吉利汽車磋商合作，推出平價車款，與自有品牌納智捷市場區隔。 11月，正式宣布成立「tobe」（酷比）品牌，由「to」與「be」兩個英文單字所組成，象徵帶來無窮可能與希望；並於兩岸汽車產業合作及交流會議在台北舉行期間簽訂戰略合作協議。
雖主打平價節能和電動車款，但在銷售慘澹及嚴格排放標準下，2013年5月29日，該公司發布新聞稿，表示旗下新車無法順利通過最新的《交通工具空氣污染物排放標準》5期環保法規，新車銷售會在2013年7月1日起暫時終止，轉型專注於電動車營運與推廣，因而淡出市場。
2019年10月，裕隆宣布旗下行企公司與法國Biro集團之Ellectramobilys公司簽約，合資公司代工Muses電動車款Mooville；依據公司登記資料顯示，該公司即由酷比汽車改組而來。

## 曾有產品

### 電動車
- M'car EV：為電動車，品牌識別為綠色，配備82kw（約112匹馬力）的馬達，電動感應馬達與電能動力控制器均為台灣廠商提供。

### 燃料車

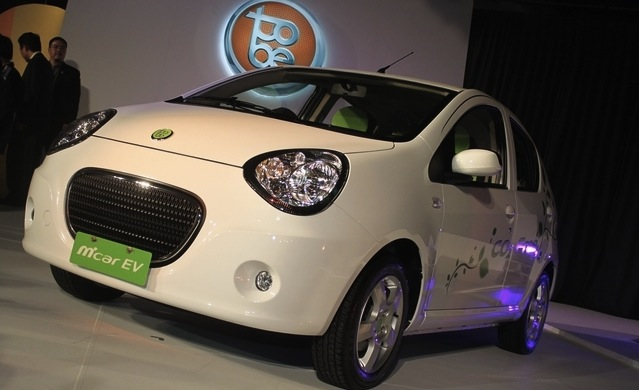
M'car EV

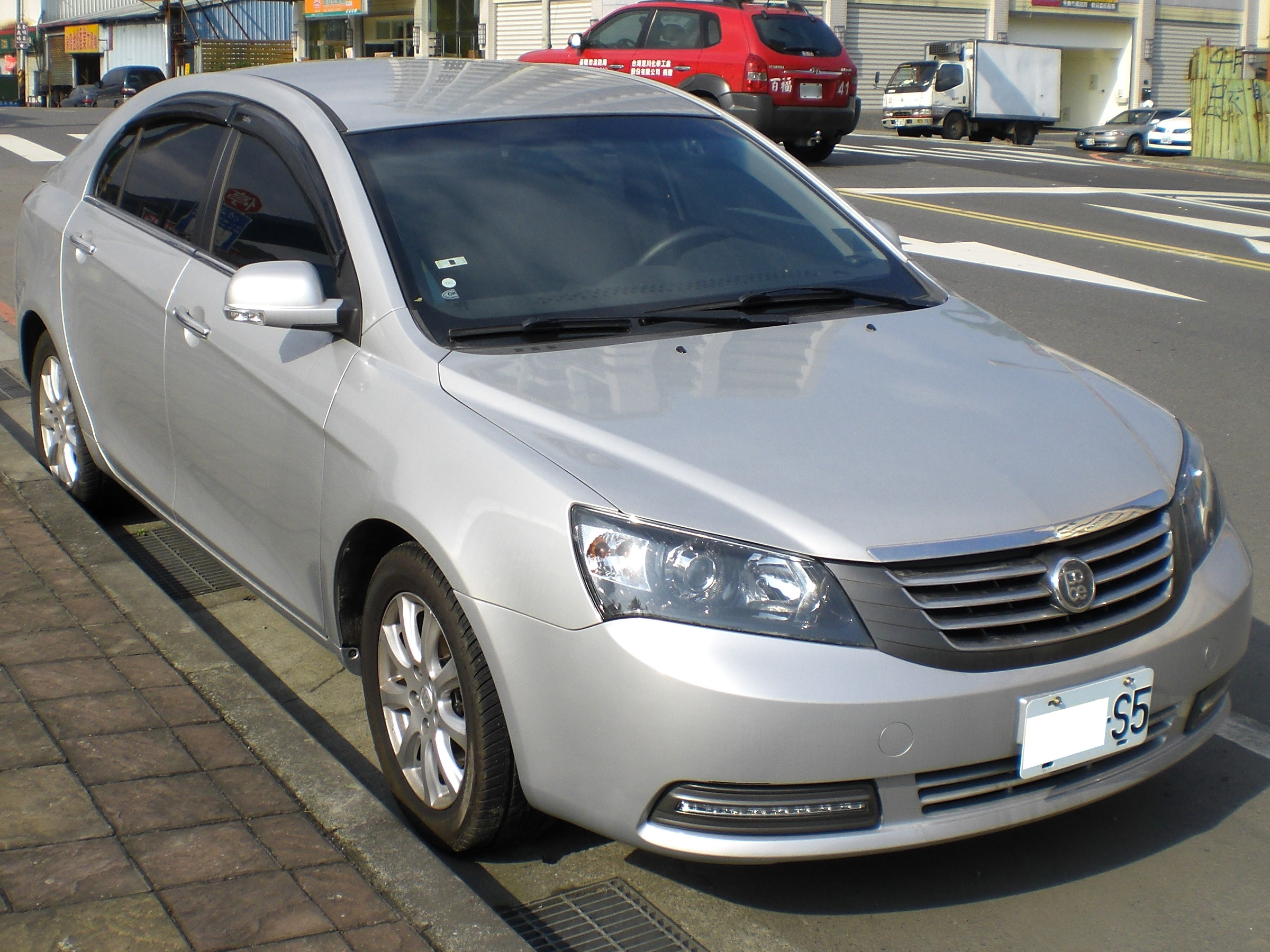
M'way

- M'car(音同My Car)：小型五門掀背車，分為手排與自排，品牌識別為橘色，配備來自英國的MR79Q直列四汽缸引擎，具86匹馬力。此車為與中國大陸吉利汽車合作生產，源自吉利全球鷹「熊貓」車款。
- W'car(音同Wow Car)：小型運動休旅車，分為手排與自排。引擎採用代號為MR479的1.5升引擎，性能數據分別為101hp/13.9 kg-m(手排)與93hp/13.1 kg-m(自排)。此車源自吉利全球鷹「GX2」車款。
- M'way (音同My Way) ：採用引擎代號為JL4G18的1.8升CVVT（連續可變汽門正時科技）汽油引擎的中型房車，性能數據為137hp/6,200rpm、17.5kgm/4,200rpm，變速箱則配備模擬6速手自排的ZF Punch無段式CVT變速箱，其他安全配備則有德國Bosch 8.1版的ABS防煞車鎖死和EBD電子煞車分配系統、瑞典Autoliv防護氣囊系統以及法國Valeo的智慧頭燈系統，車身尺寸為長4,635mm、寬1,789mm以及高1,470mm，軸距為2,650mm。此車源自吉利帝豪「EC7」車款。
- Q'way：為M'way的五門版本，採用了與M'way相同之底盤，除外觀及車長(4,397mm)、車重略有不同外，其餘設定則相同。此車源自吉利帝豪「EC7-RV」車款。

### 特別式樣車
- M'car 水鑽版
- M'car 酷熊版
- M'car 小浣熊特仕車：透過白色烤漆前保桿、搭配引擎蓋上的白色車貼與頭燈周圍的浣熊眼圈車貼，如同小浣熊般的車頭，再於車尾貼上浣熊尾巴車貼。浣熊尾巴鑰匙圈、樹幹造型面紙盒套，則是小浣熊特仕車專屬的配件。
- M'car 小瓢蟲特仕車：外觀部分於車頭、車側以及車尾部份，融入了瓢蟲特有的黑色圓形斑點，內裝使用紅黑布料對比的座椅，中控台則利用紅色框飾點綴，與瓢蟲布偶面紙盒套、安全帶護套以及遮陽板票券夾搭配。
- Q'way 1.8 R-Style：搭載全車四件式空力套件、動勁鋁合金踏板組以及碳纖維飾板。
- M'car 小乳牛特仕車：限量50部，全車以乳牛斑點為視覺重點。

## 外部連結
- 官方網站，存于
- YouTube上的酷比汽車頻道